# Kryptopterus schilbeides
Kryptopterus schilbeides es una especie de peces de la familia Siluridae en el orden de los Siluriformes.

## Morfología
• Los machos pueden llegar alcanzar los 12 cm de longitud total.

## Distribución geográfica
Se encuentra desde el río Mekong hasta Indonesia.